# Clathria striata
Clathria striata är en svampdjursart som beskrevs av Thomas Whitelegge 1907. Clathria striata ingår i släktet Clathria och familjen Microcionidae. Inga underarter finns listade i Catalogue of Life.